# Atanas Kolew
Atanas Iwanow Kolew, bułg. Атанас Иванов Колев (ur. 15 lipca 1967 w Botewgradzie) – bułgarski szachista, arcymistrz od 1993 roku.

## Kariera szachowa
Od pierwszych lat 90. XX wieku należy do czołówki bułgarskich szachistów. W 1992 zdobył w Bankji tytuł indywidualnego mistrza kraju, był również dwukrotnie brązowym medalistą (1994, 2014). Pomiędzy 1992 a 2000 czterokrotnie wystąpił na szachowych olimpiadach, natomiast w 2001 – w drużynowych mistrzostwach Europy w Leon.
W 1984 reprezentował Bułgarię na mistrzostwach świata juniorów do lat 20, dzieląc XI miejsce (wspólnie z m.in. Viswanathanem Anandem). W 1986 podzielił III m. (za Zurabem Azmaiparaszwilim i Atanasem Kołarowem, wspólnie z Danem Barbulescu, Ljubenem Spasowem i Edvinsem Kengisem) w Albenie. W kolejnych latach sukcesy odnosił m.in. w:
- 1990 – Cannes (dz. I m. wspólnie z m.in. Borislavem Ivkovem, Josifem Dorfmanem, Ognjenem Cvitanem, Kevinem Spraggettem,
- 1994 – Elenite (turniej B, I m.),
- 1997 – Villalbie (dz. I m. wspólnie z Mihai Șubą), Orense (II m. za Nikoła Mitkowem),
- 1998 – Saragossie (dz. I m. wspólnie z Jeanem-Marcem Degraeve),
- 1999 – Sewilli (dz. I m.), Castellarze (I m.),
- 2000 – Barcelonie (I m.),
- 2001 – Badalonie – dwukrotnie (I m. oraz dz. I m. wspólnie z Michaelem Oratovskym i Miguelem Munozem Pantoją(inne języki)),
- 2005 – Salou (dz. I m. wspólnie z Siergiejem Fiedorczukiem),
- 2007 – La Lagunie (dz. I m. wspólnie z Bojanem Kurajicą i Micheilem Mczedliszwilim), w San Cristóbal de La Laguna (dz. I m. wspólnie z Gawainem Jonesem, Bojanem Kurajicą i Micheilem Mchedliszwilim),
- 2008 – Las Vegas (dz. I m. m.in. z Gatą Gamskin i Laurentem Fressinetem)[4],
- 2009 – Ateny (dz. I m. w turnieju Acropolis, wspólnie z Borki Predojeviciem, Christosem Banikasem i Joanisem Papaioanu).

Najwyższy ranking w dotychczasowej karierze osiągnął 1 lipca 2012, z wynikiem 2604 punktów zajmował wówczas 4. miejsce wśród bułgarskich szachistów.

## Publikacje
Jest współautorem dwóch książek poświęconych debiutowym systemom obrony sycylijskiej: wariantom Najdorfa (ang. The Sharpest Sicilian, 2007, ISBN 978-954-8782-56-2, wspólnie z Kiryłem Georgijewem) oraz Swiesznikowa (The Easiest Sicilian, 2008, ISBN 978-954-8782-66-1, wspólnie z Trajko Nediewem).